# Samsung Star (S5230)
Samsung Star (также известен под индексом GT-S5230 и именами Tocco Lite и Avila в некоторых странах) — бюджетный телефон от компании Samsung. Представлен в марте 2009 года и выпущен в продажу в мае того же года.

## Рыночное положение
Смартфоны Star и Preston, похожие по части своих характеристик, были выпущены в первой половине 2009 года. Для Samsung выход этих моделей означает шаг в массовый рынок с недорогими устройствами. На момент их появления компания успешно реализовывала Samsung WiTu — смартфон средне-высокого сегмента на Windows Mobile. Но в продуктовой линейке отсутствовали недорогие модели с сенсорными экранами.
После начала продаж оказалось, что спрос на Samsung Star очень высок, из-за чего компания даже предполагала отложить выпуск следующего недорогого смартфона, Samsung Corby (тем не менее, устройство было выпущено в сентябре). Спустя 6 месяцев было продано 10 млн единиц Samsung Star (S5230), 20-миллионный рубеж был преодолен всего за год. К декабрю 2010 года, то есть через полтора года после начала продаж, компания отчиталась о 30 миллионах реализованных Star. Из них в Европе было реализовано 15 млн телефонов, в Латинской Америке — 5 млн, и 3 млн аппаратов было продано в России.
Главным конкурентом для Samsung Star был выпущенный несколькими месяцами ранее LG KP500.

## Описание
Смартфон представляет собой классический моноблок в строгом дизайне. Корпус изготовлен из пластика. По дизайну устройство напоминает Samsung WiTu. На левой боковине находится спаренная клавиша регулировки громкости. На правой боковой стороне — кнопка камеры, а также клавиша блокировки экрана. Интерфейсный разъем — проприетарный, он расположен на левой стороне за пластиковой заглушкой.
Samsung GT-S5230 Star оснащён камерой на 3,2 мп (мегапикселя), без вспышки, но с зеркальцем для съёмки селфи. Фронтальная камера отсутствует.

## Технические характеристики
| Дисплей                      | Дисплей                              |
| ---------------------------- | ------------------------------------ |
| Тип                          | TFT, сенсорный (Резистивный дисплей) |
| Цвета                        | 256 тыс.                             |
| Точки                        | 240х400                              |
| Камера                       |                                      |
| Качество мегапикселей        | 3.2 мpix (2048x1536)                 |
| Формат хранения картинок     | JPEG                                 |
| Формат хранения видеороликов | MPEG-4, H.263, 3GP                   |
| Цифровой зум                 | 4x                                   |
| Габариты и вес               |                                      |
| Вес                          | 92 г                                 |
| Высота                       | 106 мм                               |
| Ширина                       | 53 мм                                |
| Толщина                      | 11.9 мм                              |

| Общие сведения - GSM и EDGE 850/900/1800/1900 МГц - UI: TouchWiz 1.0 - WAP Navigator 2.0, основанный на WebKit Open Source - Java MIDP 2.0 - OS - Операционная система - Собственная Батарея - Li-Ion 1000 mAh - До 4 часов в режиме разговора - До 250 часов в режиме ожидания Музыка и звук - Музыкальный плеер - Форматы файлов: MP3, AAC, AAC +, E-AAC +, WMA, AMR, WAV - Музыкальный архив - Управление цифровыми правами (DRM): WMDRM (АМП) OMADRM1.0 OMADRM2.0 (зависит от оператора) Игры и развлечения - Встроенные Java-игры - Встроенные обои - Подкастинг - RSS-каналы - FM-радио с RDS | Офис - Просмотр документов: Да - Мобильная печать с PictBridge - Голосовая почта - Автономный режим Сообщения - SMS / MMS - Email (POP3/SMTP/IMAP4) - Ввод T9 - Полная клавиатура QWERTY в ландшафтном режиме. - Датчик поворота экрана Память - 50 Мб встроенной - До 8 Гб с SD / MC - 2000 записей телефонной книги - 500 сообщений (200 входящих, 200 отправленных, 50 исходящих, 50 черновиков) Функции вызова - Громкая связь - Управление временем звонка - Многоканальная связь |

## Модели
В Южной Африке, Индии, Мексике, Бразилии, России, Италии, Бельгии, Португалии и Австралии модель известна как Samsung Star. В Польше — как Samsung Avila. В Пакистане телефон продается с индексом Samsung GT-S5233A.
Телефон также поставляется под маркой S5230W и S5233W c поддержкой Wi-Fi. Он называется Samsung Star Wi-Fi. Эта версия появилась в сентябре 2009 года.
Существует также версия этого телефона, которая поддерживает Near Field Communication (NFC), но она доступна только на ограниченной основе для использования в исследованиях NFC.
Также, существует Samsung Star TV (S5233T) — вариант Star с поддержкой аналогового телевидения и выдвижной антенной, а также некоторыми внешними отличиями.